# Бор Еремеевский
Бор Еремеевский — деревня в Борковском сельском поселении Бежецкого района Тверской области России.

## География
Расположена на правом берегу реки Уйвешь, на противоположном берегу находится деревня Еремеево, просёлочной дорогой деревня Бор Еремеевский соединена с автомобильной дорогой.

## Население
| 2008 | 2010 |
| ---- | ---- |
| 7    | ↘1   |